# مسجد المرابطين
مسجد المرابطين يقع داخل حديقة وسط مدينة قرطبة الجديدة في إسبانيا.

## التاريخ
مساحة المسجد صغيرةٌ جداً، ربما بين 30 و 40 متر مربع، محاط بالأشجار، ويعتبر من المساجد حديثة البناء في إسبانيا.

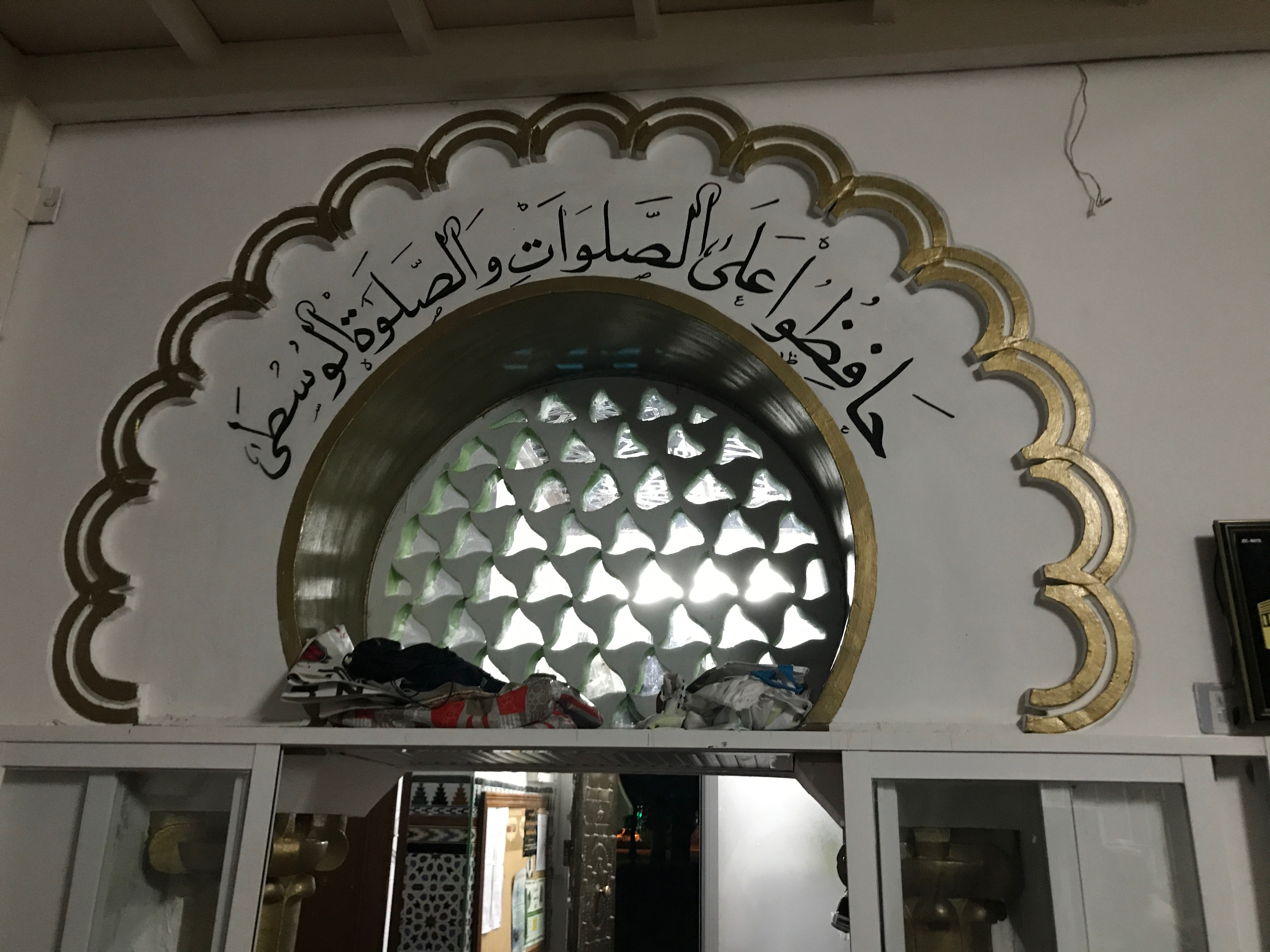
مسجد المرابطين في قرطبة 2017

بُني بعد طلب رابطة مسلمي قرطبة من الحكومة وعمدة البلدية، منحهم المبنى لأداء صلاة الجماعة، تمت الموافقة على الطلب وافتتح المسجد للصلاة عام 1992م.